# Anonidium mannii
Anonidium mannii là loài thực vật có hoa thuộc họ Na. Loài này được (Oliv.) Engl. & Diels mô tả khoa học đầu tiên năm 1900.